# Rechercher la vérité à partir des faits
Rechercher la vérité à partir des faits (chinois simplifié : 实事求是 ; chinois traditionnel : 實事求是 ; pinyin : shí shì qiú shì) est un chengyu qui signifie « avoir le sens pratique et être réaliste ».
Il est devenu un slogan du maoïsme, prononcé pour la première fois par Mao Zedong en 1938. À la mort de Mao, Deng Xiaoping fait de ce slogan la base de sa théorie et de l'idéologie du socialisme à la chinoise.

## Origine
Le proverbe apparaît pour la première fois dans le Livre des Han.

## Reprise par Deng Xiaoping
En juin 1988, le périodique Red Flag (chinois simplifié : 红旗 ; litt. « Drapeau rouge ») du Parti communiste chinois cesse de paraître et est remplacé par Qiushi (chinois : 求是 ; litt. « Rechercher la vérité »), organe de presse du Comité central du Parti communiste chinois, dont le nom vient du proverbe,.